# Franciszek szczeciński

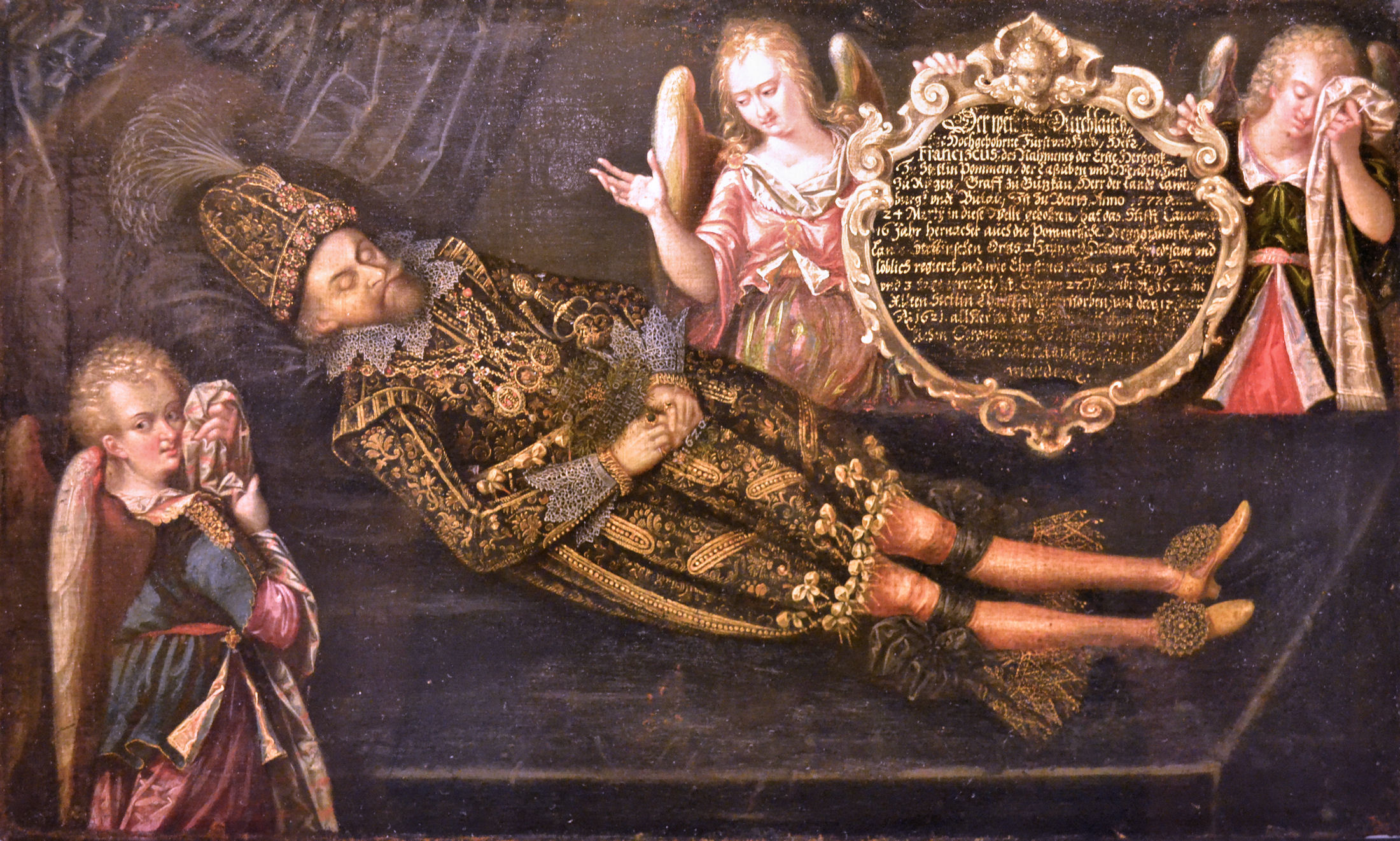
Franciszek I na marach (autor nieznany)

Franciszek (I) (ur. 24 marca 1577 w Bardzie, zm. 27 listopada 1620 w Szczecinie) – koadiutor biskupstwa kamieńskiego (od 1592), biskup kamieński (1602-1618), starosta bytowski (od 1606) i książę szczeciński (od 1618); syn Bogusława XIII z dynastii Gryfitów.

## Życie i panowanie
Był czwartym dzieckiem, a zarazem drugim synem ówczesnego księcia pomorskiego Bogusława XIII i jego pierwszej żony Klary, księżniczki brunszwickiej. Imię otrzymał po ojcu matki – księciu brunszwickim Franciszku.
Studiował na Uniwersytecie w Greifswaldzie. Od najmłodszych lat przewidziany był na stanowisko biskupa kamieńskiego. Najpierw w 1592 został koadiutorem biskupstwa, a po rezygnacji na jego rzecz 20 czerwca 1602 poprzedniego biskupa, stryja Kazimierza VII został 15 września tegoż roku wybrany na administratora sekularyzowanego księstwa biskupiego w Kamieniu.
W wyniku układów z braćmi po śmierci ojca, Bogusława XIII prócz biskupstwa objął też w zarząd starostwo bytowskie. Podróżował po Europie, zwiedził m.in. Niderlandy, Francję oraz Czechy. Śmierć najstarszego brata – Filipa II, księcia szczecińskiego w 1618, spowodowała objęcie urzędu przez Franciszka. Książę przekazał swojemu najmłodszemu bratu – Ulrykowi stolec biskupi oraz władztwo szczecineckie.
Jeszcze będąc biskupem kamieńskim, Franciszek rozpoczął w 1609 starania o rękę Zofii, córki Chrystiana I, elektora saskiego i Zofii brandenburskiej. Do ślubu doszło w lipcu 1610 w Dreźnie, wymiany obrączek – 26 sierpnia tamże, natomiast uroczysty wjazd nowo poślubionej małżonki do Bytowa miał miejsce 13 października 1610. Małżeństwo to było bezdzietne.
Franciszek podejmował próby podniesienia obronności księstwa. W założeniach powołanej komisji wojskowej było stworzenie stałej, regularnej armii, która według wczesnych projektów miała składać się z (minimum) 1500 jazdy oraz 8 tysięcy piechoty. Założenia przewidywały również budowę arsenału w Szczecinie. Koncepcja księcia spotkała się z krytyką poddanych, którzy wyrażali sprzeciw wobec podniesionego podatku obronnego. Prawdopodobnie, projekt nie został w całości zrealizowany, poza wzmocnieniem murów obronnych miast. Szlachta pomorska, nawet w chwili wybuchu wojny trzydziestoletniej w 1618, nie wykazywała mobilizacji wobec zagrażającego niebezpieczeństwa ze strony ościennych państw. W wyniku niezadowolenia społecznego i trudności fiskalnych – Franciszek pozostawił skarb książęcy z zadłużeniem w wysokości 150 tysięcy guldenów.
Książę zmarł 27 listopada 1620 w Szczecinie. Jego prochy spoczęły 17 stycznia 1621, w kościele zamkowym pod wezwaniem św. Ottona. Księstwo szczecińskie po jego śmierci odziedziczył młodszy brat – Bogusław XIV.

## Genealogia
| Filip I wołogoski ur. 14/15 VII 1515 zm. 14 II 1560 | Filip I wołogoski ur. 14/15 VII 1515 zm. 14 II 1560 |                                              |                                              | Maria saska ur. 15 XII 1516 zm. w okr. 5–7 I 1583 | Maria saska ur. 15 XII 1516 zm. w okr. 5–7 I 1583 |  |  | Franciszek ur. ? zm. ? | Franciszek ur. ? zm. ? |                                  |                                  | Klara ur. ? zm. ? | Klara ur. ? zm. ? |
|                                                     |                                                     |                                              |                                              |                                                   |                                                   |  |  |                        |                        |                                  |                                  |                   |                   |
|                                                     |                                                     |                                              |                                              |                                                   |                                                   |  |  |                        |                        |                                  |                                  |                   |                   |
|                                                     |                                                     | Bogusław XIII ur. 9 VIII 1544 zm. 7 III 1606 | Bogusław XIII ur. 9 VIII 1544 zm. 7 III 1606 |                                                   |                                                   |  |  |                        |                        | Klara ur. 1 I 1550 zm. 26 I 1598 | Klara ur. 1 I 1550 zm. 26 I 1598 |                   |                   |
|                                                     |                                                     |                                              |                                              |                                                   |                                                   |  |  |                        |                        |                                  |                                  |                   |                   |
|                                                     |                                                     |                                              |                                              |                                                   |                                                   |  |  |                        |                        |                                  |                                  |                   |                   |
|                                                     |                                                     |                                              |                                              |                                                   |                                                   |  |  |                        |                        |                                  |                                  |                   |                   |

|  |  |  |  | Franciszek szczeciński (ur. 24 III 1577, zm. 27 XI 1620) |

### Opracowania
- Kazimierz Kozłowski, Jerzy Podralski, Gryfici. Książęta Pomorza Zachodniego, Szczecin: Krajowa Agencja Wydawnicza, 1985, ISBN 83-03-00530-8, OCLC 189424372. Brak numerów stron w książce
- Edward Rymar, Rodowód książąt pomorskich, Szczecin: Książnica Pomorska im. Stanisława Staszica, 2005, ISBN 83-87879-50-9, OCLC 69296056. Brak numerów stron w książce

### Literatura dodatkowa (online)
- Madsen U., Franz. Herzog von Pommern-Stettin (niem.), [dostęp 2012-04-01].
- Müller H., Franz I. (niem.), [w:] NDB, ADB Deutsche Biographie (niem.), [dostęp 2012-04-01].